# 孙晓峰
孙晓峰，北京航空航天大学教授，研究方向为气动声学、叶轮机非定常空气动力学。中华人民共和国教育部第三批“长江学者”特聘教授。孙晓峰曾先后前往日、德、英、美、法等多国大学从事合作研究、担任《航空学报》等多个期刊编委、获中国青年科技奖等多个奖项。曾获上海交通大学获学士、硕士学位，北京航空航天大学博士学位。